# Xysticus sinaiticus
Xysticus sinaiticus là một loài nhện trong họ Thomisidae.
Loài này thuộc chi Xysticus. Xysticus sinaiticus được Gershom Levy miêu tả năm 1999.